# Paullinia oldemanii
Paullinia oldemanii är en kinesträdsväxtart som beskrevs av Acev.-rodr.. Paullinia oldemanii ingår i släktet Paullinia och familjen kinesträdsväxter. Inga underarter finns listade i Catalogue of Life.